# Serra del Ras
La Serra del Ras és una serra situada al municipi d'Alt Àneu a la comarca del Pallars Sobirà, amb una elevació màxima de 2.420 metres.